# Tradicionális Egyiptomi Rítus
A Tradicionális Egyiptomi Rítus (olaszul: Rito Egizio Tradizionale, latinul: Antiquus Ordo Egypti) egy Nápolyban kialakult szabadkőműves rítus, melyet Raimondo di Sangro, Sansevero hercege (1710-1771) alapított 1747-ben.

## Történet

### Előzmények
Az előzmények egészen 1728-ig vezetnek vissza, a Perfetta Unione - angol típusú - páholy megalapításáig. Ebben a páholyban mind az alexandriai hermetizmust, mind pedig a rózsakeresztes alkímiát művelték. Jeles személyiségei között találjuk Raimondo di Sangro herceget, aki hamarosan a nápolyi szabadkőművesek nagymestere lett és - egyes vélekedések szerint - Saint-Germain gróf barátja és tanítványa volt. A páholy címerében egyiptomi szimbólumok voltak, mint piramis, szfinx, vagy napsugár.

### A Nagy Rend Rózsája
Három páholy létezett akkoriban Nápolyban, a Carafa, a Moncada és di Sangrio páholya.A Raimondo di Sangro által alapított Antiquus Ordo Aegypti nevű rendben már 1747. december 10-én az egyiptomi Misraim Rítust követték. Sangro herceg ugyanakkor egy tisztán hermetikus-rózsakeresztes alapokon nyugvó titkos páholyt is alapított Rosa d'Ordine Magno néven, melynek összejövetelei a saját palotájában voltak.
Raimondo nagymestersége alatt a nápolyi páholyok megosztottságát igyekezett orvosolni, főként a burzsoázia, a hadsereg idegen - francia, illetve angol - képviselőinek a túlkapásait. Végül 1751-ben lemondott szabadkőműves nagymesteri címéről, miután III. Károly spanyol, nápolyi és szicíliai király rendelettel tiltotta be a szabadkőműves páholyok működését. Raimondo ezek után eltávolodott a szabadkőművességtől, mivel úgy látta, hogy az pusztán érdektársulássá válik és sokkal gyakorlatiasabb fókuszú páholymunkát kívánt végezni.

### Az alapító nyomán
Raimondo di Sangro herceg 1771-ben, még halála előtt átadta az Egyiptomi Rítus vezetését elsőszülött fiának, Vincenzónak (1743-1790).
Fontos megemlíteni lovag Luigi d'Aquino di Caramanico (1739-1783) személyét, aki amellett, hogy Aquinói Szent Tamás leszármazottja, Francesco d'Aquino di Caramanico szicíliai alkirály öccse és Raimondo di Sangro unokaöccse volt, lázadó, libertárius személyiség, aki 1763-tól maga is aktív szabadkőműves volt és akinek többször meggyűlt a baja a fennálló hatalommal és többször is a Máltai lovagrend adott neki menedéket. 1766-ban találkozott először Giuseppe Balsamóval, a későbbi Alessandro Cagliostroval (1743-1795) Máltán és élethosszig tartó barátságot kötött vele. Egyesek szerint ebben az évben kapta meg Cagliostro a szabadkőműves és az egyiptomi rítusba beavatást és tekintette innentől Luigit mesterének. 1777-ben kapcsolódott bele ismét a szabadkőműves páholymunkába és tagja lett a Vincenzo di Sangro által vezetett Egyiptomi Rítusnak is.
Vincenzo 1790-ben rejtélyes körülmények között elhunyt és Paolo d'Aquino di Palena vitte tovább a rend vezetését, aki még Don Raimondo tanítványa volt. Halála után pedig unokaöccse és tanítványa, Don Pietro követte, aki San Giorgio a Cremanoban, az "aranyparton" lévő kastélyában rózsakeresztes utalásokkal teli hermetikus kertet hozott létre.

## Nagyhierofánsok és nagymesterek
A két címet egyszerre birtokolták.
1. Don Raimondo di Sangro, San Severo hercege, Spanyol grand, Torremaggiore hercege, (1747-1770)
2. Don Vincenzo di Sangro, San Severo hercege, Spanyol grand, Torremaggiore hercege, (1770-1790)
3. Don Paolo d'Aquino, Palena hercege (1790-...)
4. Don Pietro d'Aquino, Caramanico grófja, (...-1831)
5. Don Antonio Marino, San Giovanni a Carbonara apátja, (1831-1868)
6. Don Pasquale de Servis, I. Ferenc nápoly–szicíliai király fia, (1868-1893)
7. Don Giustiniano Lebano, (1893-1910)
8. Don Gaetano Petriccione, II. Ferdinánd nápoly–szicíliai király fia, (1910-1919)
9. Don Antonio de Santis, (1919-1925)
10. Don Filippo Costa, (1925-1930)
11. Don Eduardo Petriccione, (1930-1940)
12. Don Vincenzo Gigante, (1940-1967)
13. Don Luigi Ciardiello de Bourbon, (1967-1983)
14. Don Luigi Petriccione, (1983-1990)
15. Don Peppino Costa, (1990-2007)
16. Logos dei Principi di Jadera, (2007-máig)

## Fordítás
- Ez a szócikk részben vagy egészben  a   Rito Egizio Tradizionale című olasz Wikipédia-szócikk fordításán alapul.  Az eredeti cikk szerkesztőit annak laptörténete sorolja fel. Ez a jelzés csupán a megfogalmazás eredetét és a szerzői jogokat jelzi, nem szolgál a cikkben szereplő információk forrásmegjelöléseként.